# Rinat Morozow
Rinat Wiktorowycz Morozow, ukr. Рінат Вікторович Морозов (ur. 24 października 1969 w Charkowie, Ukraińska SRR) – ukraiński piłkarz, trener piłkarski.

## Kariera trenerska
Po ukończeniu Państwowego Instytutu Kultury Fizycznej w Charkowie w 1991 rozpoczął karierę trenerską. Najpierw trenował dzieci w Szkole Sportowej nr 1 w Charkowie. Od grudnia 2002 do lata 2005 pracował w sztabie szkoleniowym Heliosa Charków. 2 sierpnia 2003 roku kierował Heliosem w debiutowym meczu w Drugiej Lidze przeciwko Awanharda Roweńky (1:1), a potem został pomocnikiem Wałentyna Kriaczka. Po odejściu Kriaczki od kwietnia do czerwca 2004 prowadził samodzielnie Helios, a potem pomagał Ihorowi Nadiejinowi trenować charkowski klub. W sezonie 2005/06 kierował drugą drużynę FK Charków. W latach 2006–2010 pracował na stanowisku dyrektora sportowego klubu Gorniak-Stroitiel Biełgorod, a od czerwca 2010 na stanowisku głównego trenera FK Charków.